# Ichromantis befasica
Ichromantis befasica är en bönsyrseart som beskrevs av Renaud Maurice Adrien Paulian 1957. Ichromantis befasica ingår i släktet Ichromantis och familjen Iridopterygidae. Inga underarter finns listade i Catalogue of Life.